# Tibru

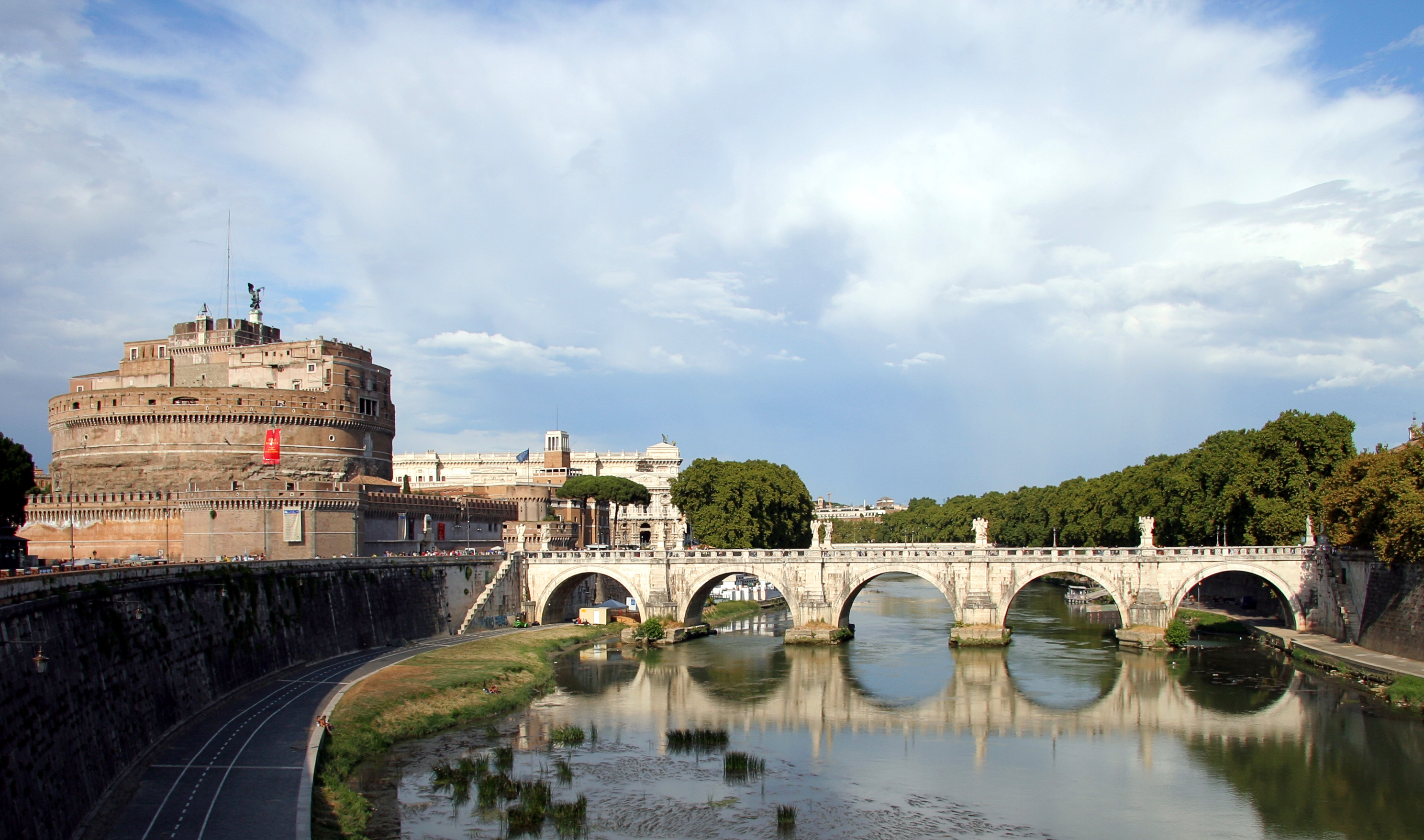
Tibrul curgând pe sub Podul Sant'Angelo din Roma

Tibrul (italiană Tevere, latină Tiberis) este cel de-al doilea râu ca lungime din Italia; având 406 km, el izvorăște din munții Apenini și se varsă în Marea Tireniană. Afluenții săi principali sunt Chiani, Paglia, Teverone și Nera.
Tibrul este cunoscut și pentru faptul că străbate Roma, aceasta fiind fondată pe malurile sale la aproximativ 25 de km de gura de vărsare în Marea Tireniană.
Denumirea inițială a acestui fluviu este Albula. Conform lui Titus Livius, Tiberinus (fiul lui Capetus) în încercarea sa de a traversa înot acest fluviu, s-a înecat. Astfel că după această întâmplare fluviul Albula a primit numele de Tibru având un regim hidrologic mixt 